# Milarepa

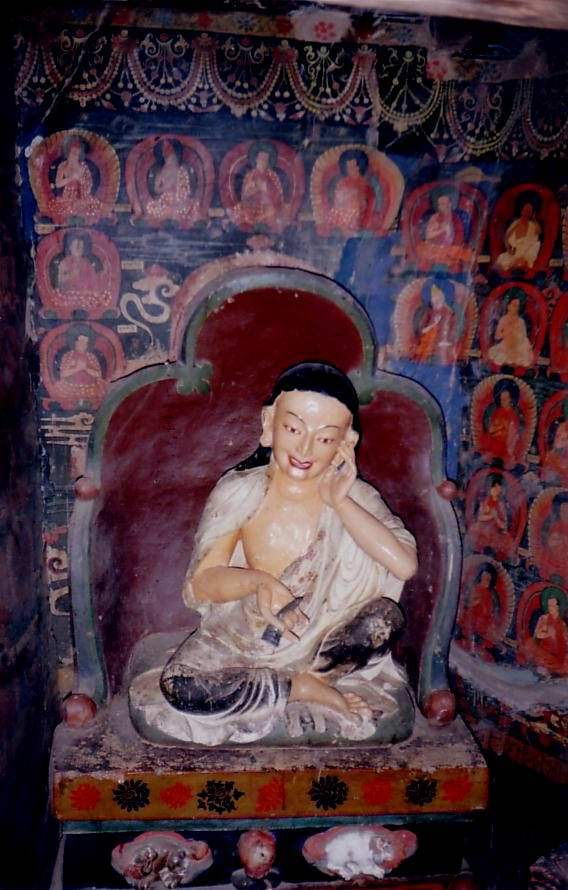
Milarepa-Statue

Jetsün Milarepa (tibetisch རྗེ་བཙུན་མི་ལ་རས་པ Wylie rje btsun mi la ras pa; * 1040; † 1123) war ein tantrischer Meister und Begründer der Kagyü-Schulen des tibetischen Buddhismus. Er war der tantrische Yogi, der die Mahamudra-Übertragungslinie Marpas weiterführte. Er gilt als einer der größten Yogis und Asketen Tibets. Darüber hinaus gilt er auch als größter Dichter Tibets.

## Biographie

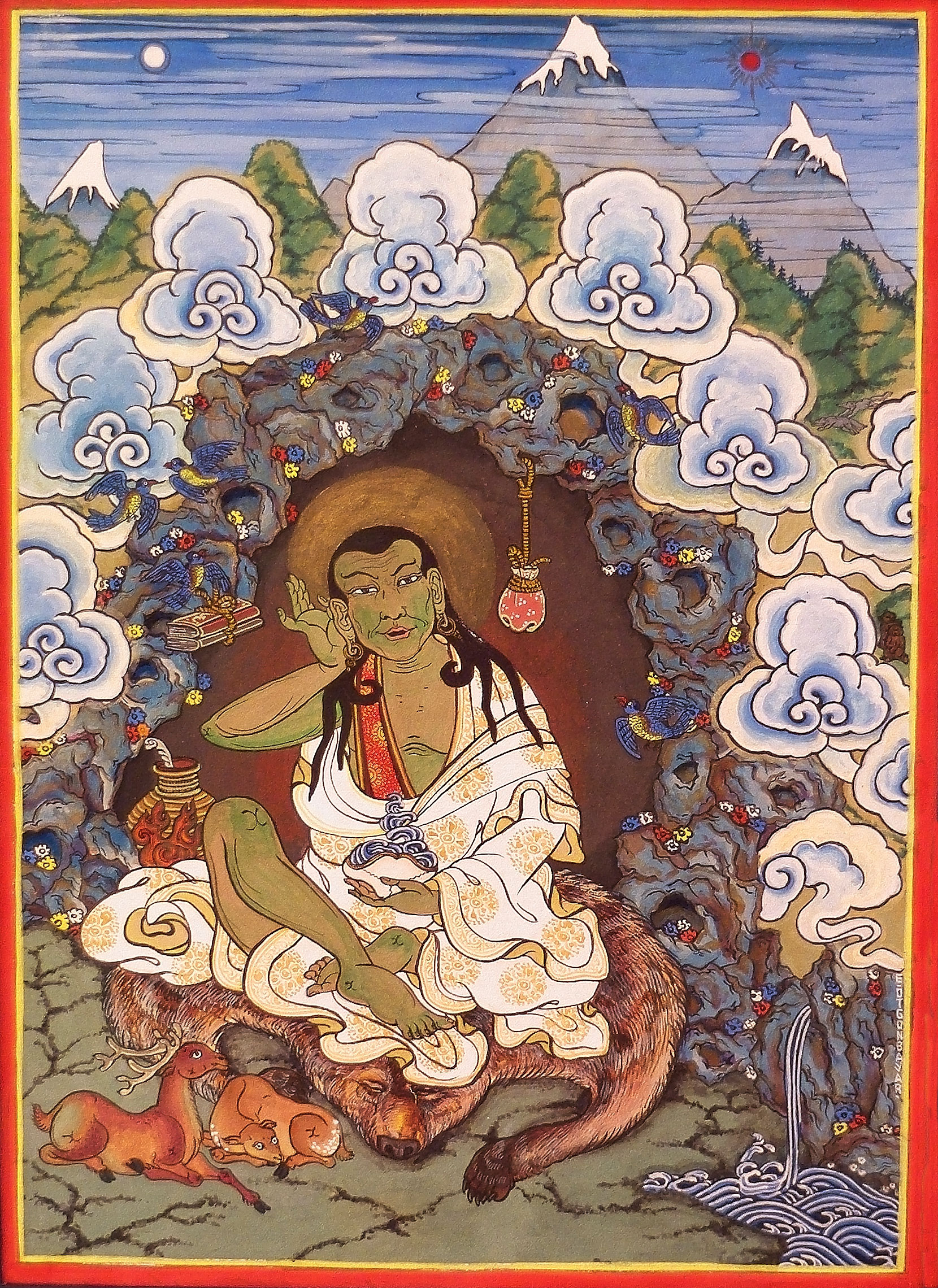
Milarepa, Tempera auf Baumwolle, 21 × 30 cm, Otgonbayar Ershuu

Milarepa wurde im Westen Tibets in der Provinz Gungthang geboren. Nach der Überlieferung verstarb sein Vater, als er sieben Jahre alt war, und Milarepa und seine Mutter kamen unter die Obhut böse gesinnter Verwandter. Dort wurden sie derart schlecht behandelt, dass seine Mutter ihn zum Erlernen der Kunst der Magie fortschickte, um sich dann anschließend an ihnen zu rächen. Durch „schwarze Magie“ verursachte Milarepa zunächst den Tod vieler Menschen, bereute dies jedoch schließlich und machte sich auf die Suche nach einem Meister, der ihn in der Lehre Buddhas, insbesondere in tantrischer Praxis, unterweisen konnte.
Er traf zunächst den Dzogchen-Meister Rangthön Lhaga, wurde von ihm jedoch, da zwischen ihnen die notwendige karmische Verbindung aus früheren Lebenszeiten fehlte, zu dem Übersetzer Marpa geschickt. Er wurde für Jahre Schüler Marpas. Bei ihm musste er aber zunächst eine entbehrungsreiche Zeit durchstehen. Marpa ließ ihn durch harte Arbeit sein angesammeltes schlechtes Karma „abtragen“. Danach erst übertrug Marpa ihm die besonderen tantrischen Lehren, die er selbst von Naropa und anderen Meistern erhalten hatte.
Milarepa lebte viele Jahre seines Lebens in völliger Abgeschiedenheit, darunter lange Zeit am Fuße des Kailash, den er der Sage nach als einziger bisher bestiegen hat. Er ernährte sich auf einfachste Weise, praktizierte Meditation und verschiedene tantrische Yoga-Techniken, um letztendlich das Mahamudra (Großes Siegel/Symbol) zu verwirklichen. Von da an begann er zu lehren und unterwies Schüler. Berühmt sind seine Hunderttausend Gesänge, in denen er seinen Lebensweg und die tantrische Lehre in Versform darlegte. Er soll sie, als Ausdruck seiner Verwirklichung, in Versenkung vernommen und dann wortgetreu aufgezeichnet haben. Milarepas berühmteste Schüler waren Gampopa und Rechungpa.
Der tibetisch-buddhistischen Legende nach hält Milarepa sich in Akshobhyas Reinem Land Abhirati
auf, wo er vollständige Buddhaschaft erlangt hat.

## Darstellung
In der Ikonographie – es existieren sowohl vollplastische Stein- und Bronzeskulpturen als auch gemalte Bildnisse – wird Milarepa zumeist mit einem Baumwollhemd bekleidet und mit grüner Hautfarbe abgebildet. Nach der Legende hat er im kalten Tibet nur das Baumwollhemd getragen, denn er beherrschte den Yoga der Inneren Hitze (Tummo). Die grüne Färbung der Haut soll daher stammen, dass er sich oft über längere Zeiträume von Brennnesseln ernährte.

## Sonstiges
- Milarepa war Zeitgenosse der tibetischen Yogini Machig Labdrön (1055–1149).

## Werke
- Milarepa, Havlat Henrik (Übers.): Milarepas gesammelte Vajra-Lieder, Band 1+2. Theseus Verlag, Berlin 1996 u. 1997; ISBN 3-89620-080-1 u. ISBN 3-89620-115-8
- Booklet No. 87 The Essential Songs of Milarepa

## Film
- Milarepa von Neten Chokling, Bhutan 2005, 95 Minuten, Erstaufführung auf der Berlinale 2006[2][3]
- Milarepa von Liliana Cavani, Italien 1974, 105 Minuten[4]

## Musik
- DharmaSound, s. Buddhismo Vajrayana, dort Milarepa (Memento vom 14. August 2011 im Internet Archive)